# Thomas J. Manton

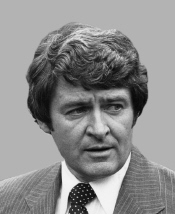
Thomas J. Manton (1997)

Thomas J. Manton (* 3. November 1932 in New York City; † 22. Juli 2006 ebenda) war ein US-amerikanischer Politiker. Zwischen 1985 und 1999 vertrat er den Bundesstaat New York im US-Repräsentantenhaus.

## Werdegang
Thomas Manton besuchte die St. Joseph’s School in Astoria und die  St. John’s Preparatory School in Brooklyn. In den Jahren 1951 bis 1953 diente er während des Koreakrieges im Marine Corps. Von 1955 bis 1960 arbeitete er für die New Yorker Polizei. Zwischen 1960 und 1964 war er als Handelsvertreter für die Firma IBM tätig. Nach einem Jurastudium an der St. John’s Law School und seiner 1963 erfolgten Zulassung als Rechtsanwalt begann er in diesem Beruf zu praktizieren. Gleichzeitig schlug er als Mitglied der Demokratischen Partei eine politische Laufbahn ein. Zwischen 1970 und 1984 gehörte er dem Stadtrat von New York an.
Bei den Kongresswahlen des Jahres 1984 wurde Manton im neunten Wahlbezirk von New York in das US-Repräsentantenhaus in Washington, D.C. gewählt, wo er am 3. Januar 1985 die Nachfolge von Geraldine Ferraro antrat. Nach sechs Wiederwahlen konnte er bis zum 3. Januar 1999 sieben Legislaturperioden im Kongress absolvieren. Seit 1993 vertrat er dort als Nachfolger von Gary Ackerman den siebten Distrikt seines Staates. Zeitweise gehörte er dem Energieausschuss an. Außerdem leitete einen Unterausschuss. Im Jahr 1998 verzichtete er auf eine weitere Kandidatur. Er starb am 22. Juli 2006 in New York an Prostatakrebs.